# Fullmetal Alchemist
Fullmetal Alchemist (на японски: 鋼の錬金術師 – Хагане но Ренкинджуцуши; букв. преведено: Железният алхимик) е японска манга и аниме. Мангата е от известната манга художничка Хирому Аракауа. По нея са създадени две анимета – Fullmetal Alchemist, излъчено през 2003 г., и Fullmetal Alchemist:Brotherhood, излъчено през 2009 г. Първото аниме не следва изцало сюжета на мангата, а вместо това има своя собствена история, написана от специално подбран екип от сценаристи. Второто аниме, за разлика от първото, стриктно следва мангата, без да въвежда почти никакви промени в сюжета. По първото аниме е направен и филм – „Завоевателят на Шамбала“ (The Conqueror of Shamballa).

## Алхимията във Fullmetal Alchemist
Внимание:  Текстът по-долу разкрива сюжета на произведението (или части от него)!
Във Fullmetal Alchemist алхимията е представена като древна наука, която позволява да се разложи определен предмет на съставните му части и от тях да се направи друг. Този акт алхимиците в мангата наричат „преобразуване“. За да извършат преобразуване, те трябва да начертаят така наречения „преобразуващ кръг“. Символите, нарисувани в него, определят въртежа на алхимичната енергия и така създават от едно вещество друго. Алхимията е представена като много могъща, но не неограничена сила, която е регулирана от някои закони и забрани. Първият закон на алхимията, познат още като „Законът за Равностойната размяна“, гласи, че ако искаш да създадеш нещо, трябва да жертваш друго нещо със същата стойност, а първата забрана гласи, че никога не трябва да извършваш Човешкото преобразуване, или, с други думи, никога да не (се опитваш да) възкресяваш мъртвите и/или по този изкуствен начин да се опитваш да създаваш хора. Причината Човешкото преобразуване да се превърне във върховното табу за алхимиците е, че може да се жертва нещо равностойно на човешкото тяло, но нищо не може да е равностойно на човешката душа, а когато не можеш да дадеш нещо със същата стойност, следва ужасно наказание.

## Пролог (манга и аниме от 2009)
В югоизточната част на държавата Аместрис има малък град на име Ризембул, където живее алхимикът Ван Хохенхайм, заедно със съпругата си – Триша Елрик. Те имат двама сина – Едуард „Ед“ Елрик (по-големия), и Алфонс „Ал“ Елрик (по-малкия).
Когато Ед е на три, а Ал на две, баща им ги изоставя, заради алхимичното си проучване. Момчетата често забелязват майка си да прекарва часове, гледайки през прозореца, сякаш очаква всеки момент татко им да се върне. Скоро тръгват на детска градина и се запознават с момиче на име Уинри Рокбел. С времето тримата стават ненадминати приятели. Ед и Ал търсят всевъзможни начини да развеселят майка си, така че да не приема отсъствието на баща им толкова тежко. Тогава на Едуард му хрумва щурата идея, че щом майка им се е омъжила за алхимик, сигурно алхимията ѝ се струва интересна. Той и Алфонс преравят изоставените записки на баща си и сами се научават на няколко трика, с които забавляват майка си. Същата пролет в града плъзва епидемия, Триша се разболява, и умира. Двете момчета са потресени.
Уинри моли родителите си и баба си да позволят на Ед и Ал да живеят при тях, защото е уплашена, че може да ги пратят в детски дом (сиропиталище) и да не ги види отново. Семейство Рокбел с радост приемат двете момчета. След месец, родителите на Уинри, които работят като хирурзи, са пратени на фронта да лекуват ранените войници. Едуард и Алфонс, ровейки сред проучванията на баща си, откриват бележка, на която е обяснено как се извършва Човешкото преобразуване. При мисълта, че могат да видят майка си отново, Ед и Ал се втурват да изучават всичко, свързано с Човешкото преобразуване. Разбират, че това, което знаят за алхимията, въобще не е достатъчно, и отиват да учат при известната алхимичка-инструктор Изуми Къртис.
Едуард намира един от старите тефтери на учителката си и в него прочита, че всички алхимици, които са се опитали да извършат Човешко преобразуване, са били намерени мъртви и/или с липсващи части на тялото, и че нито един от тях не е могъл да извърши преобразуването успешно. Именно затова Човешкото преобразуване е било обявено за табу и е било забранено. Ед и Ал научават, че причината да няма нито един успешен акт на Човешко преобразуване е, че кръгът, който трябва да се начертае, за да се извърши преобразуването, както и системата за подреждане на символите в него, са незавършени.
След усилено, четиригодишно проучване, Едуард съставя свои собствени, подобрени кръг и система за Човешко преобразуване. След още две години усилена тренировка, братята се връщат в Ризембул и намират Уинри да стои в градското гробище. Тя им казва, че докато майка ѝ и баща ѝ са оперирали ранен войник на фронта, са били убити. Ед и Ал я успокояват и после се връщат в своята вече бивша изоставена къща.
Вечерта Едуард и Алфонс приготвят смес от 35 литра вода, 20 килограма въглерод, 4 литра амоняк, 1,5 килограма калций, 800 грама фосфор, 250 грама сол, 100 грама калиев нитрат, 80 грама сяра, 7,5 грама флуорид, 5 грама желязо – веществата, които се съдържат в тялото на един напълно развит човешки екземпляр. Именно заради това се смята, че ако пожертваш тази смес, тя ще е достатъчно равностойна, за да в замяна бъде създадено човешко тяло. По време на преобразуването обаче, преобразуването рикошира върху Ед и Ал.
Едуард се озовава насред чисто бяло поле. Зад гърба му има огромна порта от черен камък, а пред него безформен бял силует. Силуетът казва, че го наричат „Светът“, „Вселената“, „Бог“, „Истината“, „Всичко“, „Едно“ и казва на Ед да го нарича както пожелае. Едуард объркано го пита къде се намира. Истината му казва, че сега са в неговото подсъзнание. Обяснява на Ед, че портата зад него всъщност се нарича „Великата Порта“, и че зад нея се съдържа всичката алхимия. Когато някой алхимик нарисува преобразуващ кръг, кръгът служи като портал, през който преминава нещото, което той жертва, след което Портата се отваря, взима го, и в замяна изважда от себе си това, което Алхимикът желае. Съответното вещество преминава през кръга, и така се появява в реалния свят, където алхимикът е свободен да прави с него каквото иска. Ако Портата обаче прецени, че това, което алхимикът жертва, не е равностойно на това, което иска, Истината го призовава при себе си, показва му къде е сгрешил, и след това съответният алхимик плаща за греха си.
Едуард пита как така Истината ще му „покаже“ грешката му. Истината просто се ухилва, отваря Портата и Ед бива погълнат вътре. Докато пътува през Портата Едуард вижда различни актове на алхимия, и продължава напред, докато не стигн там където се съдържа информацията за Човешкото преобразуване. Пред него се появява силует във формата на майка му и Ед се опитва да достигне ръката ѝ, но точно преди да успее Портата го връща обратно пред Истината. Тя му обяснява, че той не може да се събере с майка си, понеже няма нищо, което да е достатъчно равностойно за да в замяна бъде създадена човешка душа.
Едуард обаче, настоява, че неговата теория за Човешкото преобразуване не е била грешна, а просто е била недовършена. Знаейки, че всичката Алхимия се намира зад Портата, Ед моли Истината да го вкара вътре още веднъж, за да види какво липсва в изчисленията му и да го добави, така че да може да преобразува майка си успешно. Истината казва, че тя може да покаже на Едуард само толкова, колкото да му обясни защо преобразуването е било неуспешно, и какъв е грехът му и цената, която той ще трябва плати за неговото извършване.
Ед пита каква е тази „цена“. Истината отново се ухилва, след това откъсва левия му крак и го взима. Едуард се събужда и открива, че е покрит с кръв и целият му ляв крак, от стъпалото до коляното, липсва. Забелязва, че в замяна на сместа, която той и брат му са приготвили, Истината е върнала тялото подобно на това на майка им, но поради липсата на душа, то бързо се е разложило и е изгнило. Обръща се да види какво се е случило с брат му и открива, че като наказание за извършения грях, Истината е отнела цялото тяло на Алфонс – и сега той съществува единствено като душа. За да му придаде физическа форма, Едуард допълзява до стара броня, скътана в ъгъла на стаята. Събаря я, след което с кръвта си нарисува Запечатващ символ и запечатва душата на брат си в бронята, като доброволно откъсва дясната си ръка, за да го направи.
Алфонс се свестява и бързо занася брат си при Уинри, където 11-годишното момиченце, с малкото медицинско знание, наследено от родителите ѝ, и с помощта на баба си, извършва спешна животоспасяваща операция.
В армията чуват, че някакви непълнолетни момчета от Ризембул са се опитали да извършат Човешко преобразуване и почти успели. Не вярвайки на ушите си, Националният алхимик, полковник Рой Мустанг, и неговият лейтенант, г-ца Риза Хоукай, отиват в Ризембул да проверят дали слуховете са верни. Мустанг намира Едуард в инвалидна количка, заедно с брат му Алфонс, който сега е само една празна броня, която физически не може да чувства нищо. Рой е изумен, че въпреки че Едуард е само на 11, а Алфонс на 10, те са успели да се измъкнат живи и че Ед е успял да създаде преобразуващ кръг и система за подреждане, толкова сложни, че дори и най-опитните Национални алхимици (това включва и самия него) не биха могли да ги направят. Предлага на Едуард да се присъедини към полицията и да стане Национален алхимик. Дава му една година да си помисли и той и Риза си тръгват.
Ед прочита, че има вещество, което се нарича Философски камък, и че това вещество може да изпълнява желанията на всеки, който го притежава, без да му се налага да дава нищо в замяна. Щом разбира, че само най-високопоставените офицери в армията и Националните алхимици имат достъп до подобни вещества, Едуард окончателно решава да се присъедини към полицията. Той моли Уинри, която сега работи като инженер във фирмата на баба си, да му построи изкуствени ръка и крак от стомана, така че да може да се изправи отново. Уинри прекарва цяла седмица в съставянето им, след което му ги прикача. След една година рехабилитация, Едуард отива в Централния команден център на армията, където фюрер-президентът Кинг Брадли, заедно с Мустанг и Риза, го тестват. Ед преминава всички тестове без почти никакви усилия. Той разкрива, че, понеже лично е видял Портата, вече не му се налага да чертае кръгове, за да използва Алхимия, защото сега той може мислено да призове Портата в съзнанието си и да жертва и получава алхимични вещества без намесата на портал (т.е. преобразуващ кръг). Нещото, което изумява Рой най-много, е колко интелигентен, умен, и бързо-мислещ е Едуард. Въпреки факта, че Ед е само на 12 и е само 1 m и 49 cm висок, той демонстрира шокираща физическа сила и изключителна бързина и подвижност. Фюрер-президентът го назначава за Национален алхимик и майор в армията, давайки му името „Железен“.
Ед се връща в Ризембул, където се събира с Алфонс и Уинри. Той и Ал изгарят къщата си, за да няма „нещо, което да ги връща в миналото и да ги отвлича от настоящето, нещо, което да ги кара да поглеждат назад“ и отиват в Командния център. И именно там започва търсенето им за Философския камък.

## История – сюжет и фабула (манга и аниме от 2009)

### Централният команден център (бонус епизод)
Три години след като Едуард (вече на 15 години) се е присъединил към полицията, на него и на Ал им е възложена задача от Полковник Мустанг да заловят бившия Национален Алхимик Айзък МакДугъл, познат още като Ледения Алхимик, който сега се противопоставя на правителството и армията. Ед и Ал успяват да приклещят Айзък в задънена улица, където се бият с него. Айзък им разкрива специалната си алхимична способност – да контролира водата и трите ѝ агрегатни състояния – лед, течност и пара. Докато Едуард се дуелира с него, Айзък успява да сграбчи дясната му ръка и се опитва да изпари всичката вода в нея. Едуард отскача назад и смъмря Айзък, задето изпаряващата му Алхимия е разкъсала палтото му. Айзък е шокиран и недоумява как, след като 70% от човешкото тяло е вода, ръката на Ед не е „завряла“. Едуард съблича палтото си, разкривайки, че дясната му ръка е направена от аутомейл – изкуствена стоманена протеза. МакДугъл се досеща, че той е Железният Алхимик, за когото цялата страна разправя. Учудва се, че Ед, а не Ал (понеже Алфонс е по-висок) е Железният, казвайки, че никога не е очаквал Едуард Елрик да е просто едно ниско, 15-годишно дете. При споменаването на думата „нисък“, Ед откача и приклещва Айзък между каменна стена, която създава чрез Алхимия. Когато Айзък отново коментира височината (или по-скоро, нисотата“) му, Едуард започва да му крещи и призовава каменна ръка, която хваща Ледения Алхимик и го мята в кофа за боклук. Ед и Ал предават Айзък на полицията, и тръгват към Командния център. Докато върви сред полицаите, МакДугъл забелязва малка локва край пътя. Сваля ръкавицата си и, щом се уверява, че Ед и Ал вече са се отдалечили достатъчно, пада настрани, докосва водната повърхност и прави мъгла от изпарения. Ед и Ал се обръщат да видят какво става, но е твърде късно – Айзък е разчупил белезниците и е избягал. Връщат се в кабинета да обсъдят нова стратегия с Рой и Риза, след което Лейтенант Мейс Хюс ги кани да пренощуват при него. На следващия ден, Едуард и Алфонс откриват група ранени войници. Рой намира Айзък и се опитва да го спре със своята огнена Алхимия, но МакДугъл изгасява пламъците му с водата си и отива в нова задънена улица, където начертава преобразуващ кръг. Тогава, Майор Алекс Луис Армстронг, познат още като Алхимикът със Силната Ръка, се опитва да го спре със своята земна алхимия (подобна на тази на Едуард) и с невероятната си физическа сила. Айъкк лесно успява да избяга и когато Едуард го намира, МакДугъл активира Верижна Алхимическа Реакция – нарисувал е преобразуващи кръгове навсякъде из града и разпръсква алхимичната си енергия по тях. Така той създава огромни стени от лед, които се вливат една в друга и като лазерна мрежа разрушават града. Ед и Ал скачат на една от многото ледени стени и приклещват Айзък на ръба ѝ. МакДугъл се опитва да убие Алфонс и след като шлемът на бронята пада, той вижда кървавия Запечатващ символ и забелязва, че бронята е празна. Разбира, че причината Ед да е с аутомейл-ръка, а Ал да има само душа, е, че двамата братя са извършили неуспешно Човешко преобразуване. При самото споменаване на случката, лицето на Едуард помръква и той брутално пребива Айзък, казвайки му, че „има някои граници, които човек не бива да прекрачва“. МакДугъл се изтъркулва по стената и, след като Ед и Ал се втурват след него, превръща част от водата в тялото си (в случая – кръвта си) в острие и промушва Едуард в рамото. Алфонс разчупва остриетата и Едуард ги изважда, след което двамата пак тръгват след него. Фюрерът, Кинг Брадли, намира Айзък и го убива, след което Рой унищожава ледените му стени с пламъците си. Ед и Ал си купуват билети за влака към Лиор, защото чуват слухове, че Главният Лиорски свещеник прави „чудеса, заобикалящи законите алхимията“ и Алфонс го заподозира в използването на Философски камък.

### В Църквата на Лето
Щом пристигат в Лиор, Ед и Ал се запътват към църквата на Лето – главното божество в Лиорската религия. Там намират младо момиче на име Роза, която ги пита защо са тук и дали са заинтересовани в Летоизма. Едуард с насмешка отговаря, че не е, тъй като е атеист. Роза го смъмря за това, че е атеист, а смее да влиза в църква. Едуард я пита какво толкова много вижда тя в боговете. Роза му отговаря, че, след като годеникът ѝ е бил убит, Главният Лиорски свещеник – Корнелло, обещал да го съживи, ако тя стане църковен служител и започне да боготвори Лето. Тогава Ед, с доста иронично изражение, я пита дали наистина вярва, че мъртвите могат да бъдат възкресени. Розе отговаря, че щом Корнелло ѝ е казал, че може, значи е възможно и тя му вярва. Едуард отваря тефтера си и ѝ прочита съставките на едно възрастно човешко тяло, казвайки ѝ, че можеш да отидеш до магазина на ъгъла и да купиш тези неща с джобните на едно дете. С лека усмивка добавя, че хората очевидно са много евтини и е иронично как алхимиците, нивото на чийто сили е най-близко до това на Бог, всъщност не се нуждаят от него. Роза му казва, че да мислиш хората за предмети, които могат да бъдат купени с пари, и да смяташ, че си на едно ниво с Бог, е нещо много надменно. Ед се усмихва, казвайки, че е чувал подобна реплика и преди и ѝ разказва един мит, в който младо момче слепило пера за ръцете си с течен восък, изчакало ги да изсъхнат и полетяло нагоре, опитвайки се да достигне слънцето, ала се приближило прекалено много. Слънчевата топлина разтопила восъка, перата се откъснали и момчето било запратено обратно към Земята. Алфонс напомня на брат си защо са тук. Ед скача от пейката, на която е седнал, и учтиво се покланя на Розе (в опит да се подмаже), след което я пита дали може тя да го заведе при Главния Свещеник, за да му зададе няколко въпроса. Роза се съгласява. Завежда ги при Корнелло, който, щом разбира, че Едуард е Национален Алхимик, изпраща Химерите си (няколко животни, и/или в по-редки случаи – хора, чийто тела са били слети в едно чрез лабораторен експеримент) срещу тях. Първата Химера се опитва да одере крака на Ед, но той я изритва и разкрива на Корнелло, че долната част на левия му крак, също като цялата му дясна ръка, е направена от аутомейл. Корнелло се опитва да стреля по Алфонс, но куршумите просто рикошират в металната броня. Един от тях, обаче, успява да отвори бронята и Корнелло вижда, че вътре всъщност няма никой. Втората Химера захапва Едуард за ръката, разкъсвайки палтото му, но той пак я изритва. По изкуствените крайници и липсата на физическо тяло, Корнелло разбира, че двамата братя са станали жертва на неуспешно Човешко преобразуване. Едуард съблича палтото си, след което предизвиква Корнелло на дуел. Свещеникът пак се опитва да стреля по тях, но Ед прави врата, и тримата се измъкват от подземията. Ал отнася Розе на безопасно място, а Едуард подлъгва Корнелло, така че той да го последва в един от собствените си кабинети. Свещеника заварва Ед да седи на бюрото му. Едуард „моли“ Корнелло да проведат един „честен и откровен“ разговор. Ед пита Корнелло защо му е на един свещеник Философски камък и за какво възнамерява да го използва. Корнелло му казва, че с мощта на Философския камък той лъже хората, че прави чудеса, за да му вярват и да го уважават, а щом събере достатъчно последователи, ще се опита да завладее страната. Веднага щом Едуард чува плана му, младият алхимик избухва в смях. Объркан, Корнелло го пита какво толкова смешно има. Ед се ухилва и показва на свещеника, че в ръката си държи дистанционно. Корнелло поглежда към краката си и забелязва един микрофон (който Едуард е включил с дистанционното), към който е прикачен кабел, водещ до огромен грамофон на терасата на църквата. Алфонс е включил грамофона и всичко, което Корнелло е казал, е било записано на микрофона и излъчено на целия град чрез гигантския грамофон. В гнева си, Корнелло напада Едуард, но бързо е победен. Точно преди Ед да успее да вземе камъка му, той пада на земята и се счупва. Едуард недоумява как така един Философски камък може да се счупи, при положение, че той се смята за съвършено вещество. Разбира, че е бил фалшификат и двамата с Алфонс напускат града. Корнелло отива в мазето на църквата, където го чакат една жена и един доста дебел, нисък мъж. Той ги пита, защо камъкът, който са му дали, е фалшив. Жената, която се представя като Похот, казва на „дебелака“ (който се представя като Лакомия), че вече може да се „погрижи“ за свещеника. Преди Корнелло да успее да зададе дори и един въпрос, тя превръща пръстите си в копия и го убива. Лакомия отива до трупа му и пита дали може да го изяде. Похот му казва, че може, но трябва да внимава да не се нарани. Ед и Ал, неподозиращи нищо, се качват на влака и се запътват към Централния команден център.

### Белязаният мъж
В района на Централния команден център полицията започва да открива трупове на Национални Алхимици. Носят се слухове, че някои полицаи видели странен мъж с Х-образен белег на челото да се дуелира със съответните алхимици и да ги побеждава почти безпроблемно. Фюрер Брадли и Полковник Рой Мустанг подсилват охраната. Ед и Ал се връщат в Командния център, след което молят Рой да ги представи на известния алхимик-биолог Шоу Тъкър, Вдъхващия живот алхимик, с надеждата, че той ще може да им каже нещо повече за това как да си върнат телата. По пътя към семейство Тъкър, Рой разказва на Ед и Ал как Шоу почти успял да създаде говореща Химера. Щом Едуард и Алфонс пристигат в дома на Тъкър, те са радостно посрещнати от малката му дъщеричка Нина. Ед и Рой молят Тъкър да им покаже лабораторията и библиотеката си. Шоу казва, че в замяна иска да знае защо му е притрябвало на едно 15-годишно момче всичко това. Ед и Ал му разказват историята си. Изумен, Тъкър им показва лабораторията си и им позволява да останат в библиотеката му за целия следобед. Рой казва на Едуард, че ще изпрати двама от Лейтенантите си да ги приберат преди вечеря. Ед не чува и дума от това, което Полковникът казва, заради невероятната си способност да се абстрахира от абсолютно всичко наоколо, щом отвори книга. На Алфонс му доскучава и отива да си играе с Нина и кучето ѝ – Александър. Тъкър ги кани на чай. Разказва им как преди две години, когато още не бил Национален Алхимик, бил доста беден и, тъй като съпругата му не могла да понесе мизерните условия на живот, го напуснала. Младши Лейтенант Мария Рос и Сержант Дени Брош идват да приберат двете момчета. На следващия ден Ед и Ал се връщат в дома на Тъкър. Докато Алфонс учтиво благодари на Шоу за това, че ги е пуснал да преровят библиотеката му отново, Ед забелязва нещо странно – Тъкър седи в средата на стаята, с гръб към тях, без да дава знак, че ги е чул. След малко той се обръща към двамата братя и им разказва колко запленен е от „творението“ си. Преди Едуард да успее да зададе какъвто и да е въпрос, той вижда, че зад Тъкър седи куче, но очите му напомнят повече на човешки, отколкото на кучешки, и има дълга кестенява коса. Ед се доближава до „кучето“ и го погалва по главата, питайки разгневено какво се е случило с Нина и Александър. Шоу им казва, че отдавна се е опитвал да създаде говореща Химера, и че след като предишния му опит (в който е използвал съпругата си) се провалил, решил да приложи нова „система“ и успял. Разкрива, че Химерата всъщност е направил, като слял тялото на дъщеря си с това на кучето ѝ. В гнева си Едуард едва не го пребива до смърт. Алфонс вика полиция и Тъкър е задържан и сложен под домашен арест. Вечерта мистериозният белязан мъж се вмъква в къщата на Шоу и го убива. Виждайки, какво е направил биологът с дъщеря си, белязаният я съжалява, казвайки ѝ, че ще е най-добре да я избави от мъките ѝ, след което убива и нея. На следващия ден Лейтенант Хоукай казва на Едуард, че Тъкър и Нина са били убити, и че сега тя и Рой разследват случая. Ед се чувства изключително отчаян и натъжен, че не е могъл да направи нищо, за да помогне на малкото момиченце, и той и Ал излизат навън в дъжда, смятайки, че ромонът му ще ги разведри и ще ги успокои. Изведнъж белязаният мъж се повява и напада Едуард. Разкрива на двете момчета специалната си алхимична способност – да разрушава всичко, което докосне с дясната си ръка. Той строшава половината от бронята на Алфонс, и след като се уверява, че Ал няма да му застава на пътя, тръгва след Ед. На Едуард въобще не му е до дуелиране, и е толкова натъжен от случилото се с Нина, че щом белязаният унищожава дясната му аутомейл-ръка, Ед решава да не се съпротивлява повече и просто се оставя да бъде пребит от мистериозния мъж. Преди белязания да успее да го довърши, се появява Рой Мустанг, заедно с Риза и целия си батальон. Рой се опитва да се бие с него, но тъй като вали, дъждът безпроблемно изгася пламъците му, преди дори да ги е запалил. Риза спасява Полковникът и успява да простреля белязания мъж в ръката, поради което той се отдръпва настрани от бойното поле и да избягва. Алфонс се ядосва на Едуард за това, че се е поддал толкова лесно на отчаянието си, и че е предпочел да бъде убит, вместо да живее с факта, че не е могъл да направи нищо за Нина. Казва му, че не бива да се отчайва, когато не можеш да помогне на някого, а вместо това трябва да се опита да намери начин да предотврати подобно нещо да се случи с другите. Хоукай успокоява Ед и той и брат му решават да се върнат в Ризембул, за да може Уинри да направи на Едуард нова аутомейл ръка.

### У дома
Едуард и Алфонс се качват на влака за Ризембул, придружени от Майор Алекс Луис Армстронг. Ед отказва да бъде „защитаван“ от Майора, но Лейтенант Хюс настоява, понеже дясната ръка на Едуард е счупена и ако някой го нападне, ще му е много трудно да се бие. Докато спират за почивка на една гара, близо до Ризембул, Армстронг забелязва някой, който много му напомня на бившия Национален Алхимик д-р Тим Марко. Той, Ед и Ал проследяват заподозрения до къщата му. Марко им разказва, че по време на Ишбалската гражданска война му било наредено да прави философски камъни и се съгласява да даде на Едуард адреса, на който се намира офиса му, за да може момчето да разгледа проучванията му. Алекс, Ед и Ал хващат втория влак за Ризембул и щом пристигат се запътват към дома на сем. Рокбел. Посреща ги бабата на Уинри – Пинако Рокбел. Щом Уинри чува гласа на Едуард, тя изтичва на верандата и хвърля клещите си по главата му, казвайки, че е досадно винаги да му напомня да се обажда, преди да дойде. След това се усмихва и учтиво кани братята и Майора в къщата. Щом вижда до каква степен е съсипано нейното „гениално творение“ (аутомейла на Едуард), тя се ядосва на двамата братя, задето все се забъркват в неприятности и я тревожат. После Пинако измерва ръста на Ед и решава, че, тъй като е „качил три сантиметра“, трябва да сменят и крака му. Уинри присмехулно казва, че изглежда, че все пак растежът му не е „фалирал“ напълно, което кара Ед да се ядоса и да ѝ се разкрещи. Пинако му дава му друг крак за временен заместител и Уинри отива в офиса си да му конструира нова ръка. Ед, придружаван от кучето на Уинри – Ден, отива да купи букет цветя и да посети гроба на майка си. Майор Армстронг пита Пинако откъде познава двете момчета. Старицата му отговаря, че тя и баща им са били приятели, и че наблюдава братята откакто са се родили. Едуард отива до хълма, на който някога е била къщата им, постоява там за няколко минути и след това се връща при Уинри и Пинако за вечеря. Следващите три дни Уинри работи денонощно, за да може да завърши ръката и крака на Ед колкото се може по-бързо. След това тя и Пинако му ги прикачат и отиват да спят. На следващата сутрин Пинако изпраща Ед, Ал и Майора. Алфонс объркано пита къде е Уинри, а Пинако му отговаря, че, тъй като е работила три дни и нощи без почивка, сега спи и не може да дойде. Предлага им да я събуди ако искат, но Едуард отказва. Точно преди да тръгнат, Уинри се появява на терасата на стаята си, за да им пожелае приятно пътуване. При вида ѝ в нощница (и то доста къса) Ед се изчервява и измърморва едно заплетено „...А-Аха“ под носа си, след което заедно с Луис и Алфонс се отправя към гарата.

### Столицата и Лаборатория №5
В Лиор нещата не вървят добре. Част от последователите на Корнелло са изоставили „ученията“ му и вярват, че той ги е измамил, докато някои все още смятат философиите му за верни, и започва гражданска война. Към Похот и Лакомия се присъединява момче на име Завист и им казва, че Железният Алхимик ще се завърне в Столицата много скоро, след което тримата напускат Лиор. Щом достигат Столицата, белязаният мъж ги намира и се бие с тях, но те успяват да го победят. Битката им причинява много щети на града. Когато Ед и Ал се завръщат откриват, че библиотеката, в която д-р Марко държи проучванията си е била разрушена. Младши Лейтенант Мария Рос и Сержант Дени Брош, които сега работят при Майор Армстронг, пристигат и им казват, че познават малко момиче на име Шеска, която работи в друга библиотека, където може да има оцелели копия на проучванията на Марко. Завеждат ги при нея, но тя им казва, че проучванията не са тук. Ед и Ал се приготвят да си тръгнат, но Шеска им казва, че, тъй като има фотографска памет, е успяла да запамети записките на доктора, и за нула време им прави копия и им ги дава. Едуард открива, че това, което на пръв поглед изглежда като готварска рецепта, всъщност са закодирани думи, и че ако искат да получат съставките за Философския Камък, ще трябва да ги разкодират. Той и Алфонс прекарват два дни в кабинета на Ед, като накрая успяват да разкодират записките, но въобще не са очаровани от съдържанието им. Рос и Брош ги питат какво не е наред и Едуард им разкрива, че за да направят Философски Камък имат нужда само от един „продукт“: човешки живот. Мария и Дени са ужасени, а Ед и Ал казват, че, колкото и да искат да си върнат телата, няма да го направят, ако някой бъде убит заради това. Молят Рос и Сержанта да не казват на никой за записките и си тръгват. Мария и Дени обаче не успяват да запазят тайната от Майор Армстронг и те и момчетата се опитват да разберат как такава жестокост е била позволена по време на войната в Ишбал. Едуард решава да потърси малко повече информация за Философския Камък и оглежда лабораториите, в които са работили алхимици по време на Ишбалската война. Решава, че най-подозрителна от всички е Лаборатория номер 5, защото до нея е имало затвор, където са лежали осъдените на смърт, и е било удобно телата им да бъдат ползвани за съставки. Майорът кара двете момчета да обещаят, че няма да ходят в лабораторията, докато той не им позволи. Ед кръстосва пръстите си зад гърба си и нервно заплита „Спокойно, обещавам...“Вечерта Едуард и Алфонс се промъкват край лабораторията и откриват, че всички входове са запечатани, с изключение на една малка вентилационна шахта. Понеже бронята на Ал е прекалено голяма, за да се побере вътре, Ед влиза сам. Достига до централното подземие на затвора и в средата му забелязва огромен преобразуваш кръг, изцапан със засъхнала кръв. Изведнъж от сенките излиза една броня и го напада. Ед успява да избегне атаката ѝ и я пита защо го е нападнала. Мъжки глас му отговаря, че се казва Номер 48 и че е бил назначен за пазител на 5-а Лаборатория след като някой вселил душата му в този брониран костюм. Едуард се дуелира с него, и, въпреки че загубва много кръв, успява да го победи.48 признава, че никога не е имал толкова достоен противник, и казва на Ед, че като награда, за това, че е успял да го победи, ще му каже всичко, което знае за Лаборатория номер 5. Точно преди да заговори обаче, две копия се изстрелват, пронизват Запечатващия му символ, и изпращат душата му в отвъдното. Появяват се Похот и Завист. Ед, не обръщайки внимание на раните си, се приготвя да се бие с тях. Точно преди да успее да извърши алхимично преобразуване, дясната му аутомейл-ръка се поврежда. Завист се подиграва на Ед като го нарича „джудже“ (което само ядосва Ед още повече), след което го изритва в корема и той губи съзнание, заради огромната загуба на кръв. Похот му казва, да не го наранява повече, защото той е „важно жертвоприношение“ и заповядва на Завист да разруши сградата. Мария и Дени пристигат в двора на лабораторията и откриват, че Ал се бие с брониран костюм, който нарича себе си „Бари Секачът“, но щом сградата започва да се тресе, бронята пищейки побягва. Ал иска да влезе вътре, за да потърси брат си, но Рос го спира. Изведнъж се появява Завист, носейки Едуард, и им го предава, след което си тръгва. Алфонс, Дени и Мария го занасят в болница. На сутринта Едуард се обажда на Уинри, за да дойде в Столицата да поправи аутомейла му. Когато Ед затваря телефона, Дени го пита дали е минал добре „любовния разговор с гаджето“, но Едуард се изчервява като домат и отрича той и Уинри да имат връзка. Докато минават по коридора, Едуард забелязва Ал, и го пита дали всичко е наред. Ал кимва и Ед и Дени се връщат в болничната стая. Щом се уверява, че брат му си е отишъл Ал става и отива до огледалото над мивката, спомняйки си как, докато чакал батко си пред лабораторията, Бари Секачът изскочил и започнал да се бие с него. Щом научават, че и двамата са души, запечатани в брони, Бари вижда възможност да помогне на Похот, Завист и Лакомия (които са наредили на него и на Номер 48 да нападнат двамата братя), като скара Ал с Едуард и ги раздели. Той казва на Ал, че има голяма вероятност Ед да го е създал чрез Алхимия и да е сложил в тялото му фалшиви спомени, така че да може да го използва като свой помощник, за да постигне собствените си цели. Алфонс започва да го гризе съмнение за неговото собствено съществуване. Уинри пристига на гарата в Столицата, където е посрещната от Майор Армстронг. Щом научава, че Ед е в болница, Уинри се обвинява, задето, поради умората от денонощната работа по ръката му, забравила да завинти един болт в рамото му и затова аутомейлът му се е счупил. Щом пристига в болничната стая, Уинри е ужасена в какво тежко състояние е Ед и му се извинява за лошо свършената работа. Едуард, който не е забелязал липсващия болт, ѝ казва, че вината не е нейна и че ръката му се е счупила поради неговата собствена безразсъдност. Уинри решава да не спори с него и да започне да му поправя аутомейла. Малко преди ремонта да приключи, Мейс Хюс влиза в стаята, извинявайки се на Едуард, че ги е „прекъснал“. Ед пак се изчервява и започва да му крещи. Щом Хюс научава, че Уинри няма къде да остане, я кани да пренощува у тях. На сутринта Уинри отива да види как е Ед. Намира и Ал в стаята му. Алфонс си спомня, че преди време брат му му е казал, че има нещо, което го е страх да го попита. Ал решава, че съответният въпрос е бил за съществуването му и за това, как е бил изкуствено създаден. Не можейки да задържи гнева в себе си повече, Ал казва на Ед какво мисли и го пита дали наистина той е една алхимично-създадена душа. При мисълта, че брат му може дори да посмее да си помисли подобно нещо, Ед буквално се изстрелва от стаята с наведена глава. Уинри удря Алфонс с клещите си и с насълзени очи му казва, как това, което Едуард се е страхувал да го пита, е било дали Ал го мрази, задето е затворил душата му в нещо студено и безчувствено. Обяснява му, как той и Ед си имат само един друг и как трябва да се подкрепят, след което го кара да се извини на батко си. Ал излиза на балкона на болницата и намира брат си, който безцелно зяпа в земята в опит да прогони сълзите. Изведнъж Едуард го напада и го поваля, радвайки се, че поне веднъж в живота си е успял да го победи. Разказва му различни моменти от детството им и го пита, дали наистина вярва, че всичко това са лъжи. Алфонс се извинява на брат си и двамата се връщат в болничната стая на Ед.

### Оживената долина
На сутринта Фюрерът идва да посети Едуард. След като Брадли си тръгва, Ед казва на Ал, Армстронг и Хюс, че възнамерява да отпътува до град Дъблит, където живее учителката му, и да я пита какво знае за Философските Камъни. Уинри поглежда картата на Аместрис, и щом вижда, че Оживената Долина („Родната земя на аутомела“) им е на път, настоява да дойде с тях. Едуард с неохота приема да поеме разходите за билетите ѝ. Тримата се качват на влака и отпътуват за долината. Лейтенант Хюс се заема с разследването на видяното от Едуард в Лаборатория номер 5. Разбира, че има някаква връзка между кръга в подземията на лабораторията, войната в Ишбал и случилото се в Лиор, и че и трите може да са част от някакъв заговор. Опитва се да се свърже с Мустанг, но изведнъж се сеща, че в заговора може да има замесени вътрешни хора, и решава да се обади от улична телефонна кабина. Точно преди да напусне сградата Похот го напада. Мейс успява да избяга с помощта на Мария Рос и двамата се запътват към възможно най-близката кабина. Точно преди Хюс да звънне, той се обръща към Мария и казва, че това не може да е тя, тъй като Лейтенант Рос има бенка под лявото си око. „Мария“ разкрива, че всъщност е Завист, който се е трансформирал в Лейтенанта. Мейс се приготвя да го застреля, но Завист се трансформира в съпругата му. Хюс се двоуми дали да го нападне, въпреки че знае, че това всъщност е Завист. Той обаче решава да не губи повече време и го прострелва. Рой отговаря на телефонното обаждане на Мейс, но чува единствено пукането от изстрелялия се куршум. На следващата сутрин Хюс е повишен от Лейтенант на Бригаден Генерал, заради смърт, по време на изпълняване на дълг. Мустанг, Армстронг и Хоукай се заемат да проучат кой е отговорен за смъртта му.
Междувременно, Ед, Ал и Уинри пристигат в Оживената Долина. Докато се разхождат из тълпата, джебчийка на име Паниня открадва сребърния джобен часовник на Едуард. Той и Ал се опитват да я спрат чрез Алхимията си, но тя успява да избяга с помощта на нейните аутомейл-крака. Проследяват я до къща навътре в планината и откриват, че живее при Доминик – най-добрия аутомейл-механик в Оживената Долина. Щом Доминик научава какво е направила Паниня настоява часовника да бъде върнат на Ед. Позволява им да останат да пренощуват у него. Паниня разказва на Уинри как, след инцидент с влак, тя загубила родителите си и двата си крака. Доминик я намерил и ѝ направил крака от аутомейл. За да му върне услугата, Паниня започнала да джебчийства и да му носи откраднатите от нея вещи. Уинри успява да убеди Паниня, че кражбите не са добър начин да върне услугата на Доминик. Паниня ѝ благодари за съвета и ѝ дава часовника. Уинри вижда, че Ед го е запечатал чрез Алхимия, и се опитва да го отключи с отвертката си. Щом го отваря, вижда, че вътре Едуард е написал „Не забравяй: 3 октомври 1911!“. Със сълзи в очите, Уинри се сеща, че това е датата, на която Ед и Ал са изгорили къщата си и са напуснали Ризембул, за да се присъединят към полицията. Синът на Доминик – Ридъл, и неговата съпруга – Сатела очакват бебето им да се роди скоро. Вечерта, Сатела усеща, че раждането започва, но тъй като вали, семейството не може да отиде до Оживената Долина и да потърси болница. Уинри решава да използва медицинските си знания, за да помогне на Сатела. Раждането минава без инциденти. Уинри, уморена, се опитва да се изправи на крака, но не може. Едуард я вдига и я пренася до един стол в средата на коридора. Когато силите ѝ се възвръщат, Уинри му казва, че е видяла какво е написал в часовника си. Ед я пита дали е използвала сила, за да го отвори. Уинри му се извинява. После става и отива да помоли Доминик да я направи негова ученичка. Той отказва, но я насочва към друг добър аутомейл-механик в Долината. На сутринта Паниня и Уинри изпращат Ед и Ал, които успяват да хванат последния влак за Дъблит. Ед моли Уинри да обещае, че ще научи някои нови трикове и ще му подобри аутомейла. След като влакът изчезва от погледа ѝ, Уинри тихо прошепва „Всичко е наред, Едуард. Можеш да разчиташ на мен.“

### На Юг
Ед и Ал пристигат в южния град Дъблит, където са посрещнати от съпруга на Изуми – Сиг Къртис. Щом Изуми научава, че братята са пристигнали в дома ѝ, тя изритва Едуард в лицето и поваля Ал на земята, казвайки им, колко глупаво от тяхна страна е било да станат военни кучета. Едуард и Алфонс си спомнят как срещнали Изуми за първи път по време на наводнение в Ризембул, и я помолили да им бъде учител. Изуми неохотно се съгласила, и им казала, че ще ги остави на един безлюден остров за 30 дни. Казва им старата алхимическа поговорка „Едно е всичко, всичко е едно.“, и че само ако успеят да разберат смисъла ѝ, ще продължат обучението си при нея. Едуард успява да я разбере: „всичко“ е света, а „едно“ е всяко живо същество по отделно. Заедно те са свързани – ако едно тяло се разложи, там ще поникне трева. От тревата ще се нахранят животни. Някой ще улови животните и ще се нахрани с тях. Съобщава на Ал смисъла на поговорката и когато Изуми се връща, позволява на момчетата да дойдат с нея, за да продължат обучението си. В следващите две години Ед и Ал живеят с нея и непрестанно тренират всеки ден. На следващата сутрин, Ед се чуди по какъв начин да каже на учителката си за провалилото се Човешко преобразуване, без тя да се ядоса. Изведнъж Изуми прави каменно копие и напада Едуард, като го принуждава да извърши преобразуване, и забелязва, че успява да го направи без кръг. Казва на Ед и на брат му, че е време да им признае нещо много важно и ги кани да влязат в къщата. Разказва им как, година преди да ги срещне, докато била бременна, се разболяла и детето ѝ не се родило живо. Опитала се да го преобразува, но била хваната от Истината и Портата отнела няколко от вътрешните ѝ органи. Оттогава е болна и не може да има деца. Изразява съжалението си за двамата братя и им съчувства за загубата на майка им и за всичките болки и нещастия, през които са преминали. Едуард и Алфонс се опитват да се престорят, че не го приемат особено тежко, но тя без усилия прозира зад лъжата им и ги прегръща, казвайки им, че пред нея не е нужно да се преструват. Едуард едва не пролива сълзи и я моли за прошка. Изуми приема извинението им но ги освобождава от задълженията им като нейни ученици (т.е. ги „изключва“) и им казва да си вървят. Ед и Ал отиват на гарата, но точно преди да се качат на влака, Сиг пристига и им казва, че след като вече не са ученици на Изуми, могат да се смятат за нейни „колеги“ и могат най-спокойно да я помолят да им помогне при търсенето им за Камъка. Ед и Алфонс се връщат в къщата, където разярената им учителка ги пита защо са се върнали. Опитва се да ги изгони, но двамата братя упорито отказват да си тръгнат. Накрая Изуми се съгласява да им помогне и двете момчета остават да преспят у нея. На сутринта Ал излиза на разходка из града. Докато обикаля из една сравнително безлюдна улица, три Химери – Мартел, Долчетто и Роа, го нападат. Мартел влиза в бронята му и разтяга крайниците си, така че да може да поеме пълен контрол над нея. Химерите го занасят в мазето на едно заведение при мъж, наричащ себе си Алчност. Той обяснява на Ал, че е хомункулус – същество, създадено от души, затворени в него с помощта на Философски Камък, което има човешки облик, но способностите му са далеч над тези на обикновените хора. Всеки хомункулус може да живее неограничено дълго, не остарява, трудно се наранява и носи татуировката на Ороборос – червен дракон, поглъщащ слънцето. Алчност му казва, че го е заловил, защото иска да знае как може успешно да всели душа в предмет. Алфонс му отговаря, че, тъй като не той е вселил душата си в бронята, не може да му каже. Междувременно белязаният мъж се връща в Столицата и предизвиква още няколко Национални Алхимици на дуел. Неговият партньор – Йоки, изпраща слугите си да го приберат, за да не си навлича повече неприятности, но белязаният ги убива и продължава пътя си. Ед и Изуми намират Ал и се бият с Алчност, докато Химерите са заети да се занимават с отрядите на Майор Армстронг и Фюрер Брадли, които Едуард е повикал на помощ. Ед и учителката му успяват да надвият Алчност и той отстъпва, но веднага, щом решават да го последват, на Изуми ѝ прилошава и Едуард остава при нея, за да ѝ помогне. Брадли намира Алчност и се бие с него. По време на битката Алчност успява да свали превръзката на окото на Брадли, и с изненада открива, че там, където трябва да е зеницата му, всъщност е разположена татуировката на Ороборос. Шокиран е, че човекът, който е начело на държавата, е хомункулус. Когато Алчност го пита какво е името му, Фюрерът отговаря, че всъщност се казва Гняв, и че „Кинг Брадли“ е просто измислено име, с което се представя пред гражданите на Аместрис. Гняв казва на Алчност, че е бил изпратен тук от другите хомункулуси да го залови и да им го доведе, за да могат да го „накажат“, задето е отказал да работи с тях и ги е изоставил. Гняв лесно побеждава Алчност, след което тръгва след Химерите му, които се опитват да използват бронята на Алфонс, за да избягат под прикритие. Брадли убива първо Долчетто и Роа, след което и Мартел, която е промушена със сабята му още преди да успее да излезе от бронята на Ал. Когато кръвта ѝ опръсква печата му, Алфонс губи съзнание и спомените му за провалилото се Човешко преобразуване и преминаването му прес Портата се завръщат. Когато се свестява батко му му помага да се изправи и го пренася до къщата на Изуми. Понеже ръката на Ед отново се е повредила след битката му с Алчност, той и Ал решават да отидат до Оживената Долина и да помолят Уинри да я ремонтира. Междувременно, в старо подземие дълбоко под Столицата, хомункулусите Похот, Завист, Лакомия, Гняв и техният водач, който наричат Татко, гледат как Алчност бива „наказан“. Той пита къде е Мързел, а Похот му отговаря, че сега е зает и не може да дойде. Алчност бива потопен в котел, пълен с врящи течни Философски Камъни, които изкарват навън всички души, складирани в него, както и Философския Камък, който ги държи заключени в тялото му. След това Татко взима Философския Камък на Алчност и го поглъща.

### Странниците от Шинг и Завръщането в столицата
Едуард и Алфонс пристигат в Оживената Долина и се запътват към офиса, в който Уинри работи. Тя им казва, че отива до магазина да купи нужните части, за да му поправи аутомейл-ръката. Докато вървят по улицата, Ал намира младо момче, горе-долу на възрастта на Ед, припаднало на земята. След като се свестява, момчето им благодари, че са го дръпнали настрани от оживения път и им се представя – Линг Яо, дванадесетия принц на Шинг – далечна източна страна. Обяснява им, че там, императорът взима по една жена от всеки клан и тя ражда дете от него. Когато Императорът вече не е способен да управлява страната, той казва на децата си, че който успее да го впечатли най-много, ще заеме мястото му на трона. Императорът се разболял, и Линг, заедно с пазачите си – Лан-Фан и Фу, тръгнал към Аместрис да търси Философски Камък, за да го излекува. Линг смятал, че ако успее да излекува баща си, той ще бъде впечатлен от силите на Камъка и ще го обяви за Император. Щом научава, че Ед и Ал имат информация за Философския Камък, той заповядва на Лан-Фан и Фу да „им опрат ножове в гърлата“, и казва на братята, че няма да ги пусне, ако не му кажат какво знаят. Ед и Ал безпроблемно побеждават двамата пазачи, но Линг ги освобождава от капаните, в които Ал и брат му са успели да ги хванат. Шингийците успяват да избягат. След като битката приключва Ед и Ал се връщат на мястото, където работи Уинри. Когато вижда потрошения аутомейл, тя избухва.
Междувременно, белязаният мъж се връща в скривалището на своя слуга – Йоки, където намира малко момиче. Пита Йоки коя е тя и какво прави тук. Момичето се представя като Мей Чанг – седемнадесетата принцеса на Шинг. Тя е чула, че Философския Камък може да излекува болния ѝ баща и е проследила нейния полубрат Линг до Аместрис, тъй като не е знаела пътя. Пътуването обаче я изтощило и тя припаднала. Йоки я намерил и я подслонил. Щом вижда, че белязаният е ранен, Мей излекува раната му, като използва алкахестрия – специален вид източна алхимия, прилагана най-вече в медицината.

### Допълнителна информация за кралството Ксеркс
Руините на Ксеркс са от преди 2060 години, той е легендарен град, който е унищожен заедно с цивилизацията си. Бива разрушен, защото кралят му искал да стане безсмъртен, коета с измама било използвано срещу него и народа му. Ксеркс се намира в пустинята на запад от Аместрис. Преди векове Ксеркс е бил хубав град, но когато цялата страна бива превърната във философски камък, всички освен един от жителите му загиват, и от Ксеркс от остават само развалини, които постепенно биват почти изцяло заровени под пясъците поради пясъчни бури и ерозия от вятъра.

## „Fullmetal Alchemist“ в България
В България сериалът, преведен като „Стоманеният алхимик“, започва излъчване на първата версия на анимето на 14 декември 2008 г. AXN Sci-fi в 23:50. Излъчва се с оригинално аудио на японски език и субтитри на български от Павел Константинов.
ПРО ФИЛМС издават DVD колекция на анимето, преведено „Железният Алхимик“. Дублирано е на български от Студио 1+1.
На 1 юни 2010 г., започва излъчване на анимето, преведено като „Железният алхимик“, по Super 7, всеки делничен ден от 19:10 ч. по два епизода, и с повторение от 22:35 ч. Използван е дублажа на Студио 1+1. На 24 юли от 21:00 е излъчен и филмът.
През септември 2025 г. се очаква да започне повторно излъчване по Супертуунс.